# Сара (приток Янеги)
Сара — река в России, протекает по Лодейнопольскому району Ленинградской области. Левый приток Янеги.
Исток — Савозеро. Протекает через деревню Рахковичи. Впадает в Янегу в 6,8 км от её устья, южнее посёлка Янега. Длина реки — 10 км.

## Данные водного реестра
По данным государственного водного реестра России относится к Балтийскому бассейновому округу, водохозяйственный участок реки — Свирь, речной подбассейн реки — Свирь (включая реки бассейна Онежского озера). Относится к речному бассейну реки Нева (включая бассейны рек Онежского и Ладожского озера).
Код объекта в государственном водном реестре — 01040100812102000012775.